# مقاطعة ترافيرس (مينيسوتا)
مقاطعة ترافيرس (بالإنجليزية: Traverse County)‏ هي إحدى مقاطعات ولاية مينيسوتا في الولايات المتحدة الأمريكية.